# Ботака-Иобома, Эрвинг
Эрвинг Джо Ботака-Иобома (род. 5 октября 1998, Пушкино, Московская область) — российский футболист, защитник тульского «Арсенала».

## Клубная карьера
Родился в городе Пушкино Московской области, имеет также гражданство ДР Конго, откуда родом его отец. Начинал играть в Пушкино на позиции вратаря, через год перешёл в школу московского «Локомотива». Примерно через пять лет перешёл в СДЮШОР «Торпедо (Москва)».
В сезоне 2016/17 играл в первенстве ПФЛ за московский «Солярис». Следующий сезон провёл в «Локомотиве», сыграл три матча в молодёжном первенстве и восемь — в ПФЛ за фарм-клуб «Локомотив-Казанка». 13 июля 2018 года о переходе Ботака-Иобомы объявило московское «Торпедо», однако представители фанатской группы «Запад-5 Ultras» выступили против перехода темнокожего игрока, заявив, что руководство «Торпедо» своими действиями показывает неуважение к традициям и правилам клуба. Позже представители «Запад-5 Ultras» заявили, что одним из принципиальных моментов является выступление футболиста за «Локомотив». Вскоре «Торпедо» объявило, что было принято решение отказаться от перехода Ботака-Иобомы, так как несмотря на договорённость о бесплатном трансфере, «Локомотив» запросил за него компенсацию. Вторую половину 2018 года Ботака-Иобома провёл в первой лиге Грузии в составе «Самгурали». Затем играл в ПФЛ за «Велес». В июне 2019 года подписал двухлетний контракт с клубом ФНЛ «Луч» Владивосток. С 2020 года вновь стал выступать за «Велес», вышедший в ФНЛ. В июне 2021 года перешёл в «Уфу». В чемпионате России дебютировал 18 сентября, в домашнем матче против «Химок» (3:2) выйдя на 59-й минуте.
14 сентября 2023 года перешёл в тульский «Арсенал». 17 сентября 2023 года в матче Первой лиги против «Шинника» (2:0) он дебютировал за новый клуб, выйдя в стартовом составе. 3 марта 2024 года в матче Первой лиги против «Черноморца» (2:0) Ботака-Иобома забил дебютный мяч за «Арсенал». В сезоне 2023/24 Ботака-Иобома вместе с «Арсеналом» занял четвёртое место в Первой лиге, что позволило команде принять участие в стыковых матчах за право выступать в РПЛ. Защитник провёл 23 матча в Первой лиге, набрав три очка по системе «гол+пас» (2+1). В переходных матчах тульский клуб уступил «Пари НН» по сумме двух встреч со счётом 2:3. Ботака-Иобома забил победный мяч в первом матче, но также отметился двумя автоголами по ходу противостояния.
13 августа 2024 года в матче 1-го тура Первой лиги против «Черноморца» (1:0) Ботака-Иобома получил травму и был заменён на 21-й минуте. 2 ноября 2024 года в матче Первой лиги против саратовского «Сокола» (1:0) Эрвинг впервые после травмы появился на поле, выйдя на замену на 73-й минуте.

## Карьера в сборной
Участник Универсиады 2019 года в Неаполе. Выступал за юношескую сборную России.

## Клубная статистика
| Выступление         | Выступление      | Выступление      | Чемпионат | Чемпионат | Кубки | Кубки | Другие | Другие | Итого | Итого |
| Клуб                | Лига             | Сезон            | Игры      | Голы      | Игры  | Голы  | Игры   | Голы   | Игры  | Голы  |
| ------------------- | ---------------- | ---------------- | --------- | --------- | ----- | ----- | ------ | ------ | ----- | ----- |
| Солярис             | ПФЛ              | 2016/17          | 16        | 0         | 0     | 0     | —      | —      | 16    | 0     |
| Солярис             | Итого            | Итого            | 16        | 0         | 0     | 0     | —      | —      | 16    | 0     |
| → Локомотив-Казанка | ПФЛ              | 2017/18          | 8         | 0         | —     | —     | —      | —      | 8     | 0     |
| → Локомотив-Казанка | Итого            | Итого            | 8         | 0         | —     | —     | —      | —      | 8     | 0     |
| Самгурали           | Эровнули лига 2  | 2018             | 6         | 0         | 0     | 0     | 2      | 0      | 8     | 0     |
| Самгурали           | Итого            | Итого            | 6         | 0         | 0     | 0     | 2      | 0      | 8     | 0     |
| Велес               | ПФЛ              | 2018/19          | 6         | 0         | 0     | 0     | —      | —      | 6     | 0     |
| Велес               | Итого            | Итого            | 6         | 0         | 0     | 0     | —      | —      | 6     | 0     |
| Луч                 | ФНЛ              | 2019/20          | 11        | 0         | 3     | 0     | —      | —      | 14    | 0     |
| Луч                 | Итого            | Итого            | 11        | 0         | 3     | 0     | —      | —      | 14    | 0     |
| Велес               | ФНЛ              | 2020/21          | 38        | 3         | 2     | 0     | —      | —      | 40    | 3     |
| Велес               | Итого            | Итого            | 38        | 3         | 2     | 0     | —      | —      | 40    | 3     |
| Уфа                 | Премьер-лига     | 2021/22          | 13        | 0         | 2     | 0     | 0      | 0      | 15    | 0     |
| Уфа                 | Первая лига      | 2022/23          | 28        | 2         | 4     | 0     | —      | —      | 32    | 2     |
| Уфа                 | Вторая лига      | 2023/24          | 7         | 0         | 1     | 0     | —      | —      | 8     | 0     |
| Уфа                 | Итого            | Итого            | 48        | 2         | 7     | 0     | 0      | 0      | 55    | 2     |
| Арсенал (Тула)      | Первая лига      | 2023/24          | 23        | 2         | 0     | 0     | 2      | 1      | 25    | 3     |
| Арсенал (Тула)      | Первая лига      | 2024/25          | 15        | 0         | 0     | 0     | —      | —      | 15    | 0     |
| Арсенал (Тула)      | Итого            | Итого            | 38        | 2         | 0     | 0     | 2      | 1      | 40    | 3     |
| Всего за карьеру    | Всего за карьеру | Всего за карьеру | 171       | 7         | 12    | 0     | 4      | 1      | 187   | 8     |

1. ↑  Переходные (стыковые) матчи Эровнули лига 2 — Эровнули лига, Переходные (стыковые) матчи Первая лига — РПЛ.